# Mepiprazole
Mepiprazole (INN, BAN) (tên thương hiệu Psigodal) là một loại thuốc giải lo âu của nhóm phenylpiperazine có thêm đặc tính chống trầm cảm  được bán trên thị trường Tây Ban Nha. Nó hoạt động như một chất đối kháng thụ thể 5-HT 2A và α1 -adrenergic  và ức chế tái hấp thu và gây ra sự giải phóng serotonin, dopamine và norepinephrine ở các mức độ khác nhau, và  đã được mô tả như một chất đối kháng serotonin và chất ức chế tái hấp thu (SARI). Các thử nghiệm lâm sàng có kiểm soát về mepiprazole ở bệnh nhân mắc hội chứng ruột kích thích (IBS) cũng được thực hiện và gợi ý một số lợi ích của thuốc trong việc làm giảm các triệu chứng của IBS ở một số bệnh nhân. Tương tự như các tạp chí phenylpiper khác như trazodone, nefazodone và etoperidone, mepiprazole tạo ra mCPP như một chất chuyển hóa hoạt động.